# Alexandre Pantoja
Alexandre Pantoja Passidomo (Rio de Janeiro, 16 aprile 1990) è un lottatore brasiliano di arti marziali miste.
Combatte nella categoria dei pesi mosca per la promozione statunitense UFC, dove è l'attuale campione di categoria. Al 1 luglio 2025 è al quinto posto della classifica maschile pound for pound.
Detiene il maggior numero di vittorie in combattimenti per il titolo nella storia della divisione dei pesi mosca UFC (4), riuscendo a difenderlo in 4 occasioni.
Ha ricevuto 6 premi bonus nella sua carriera UFC (due Fight of the Night e quattro Performance of the Night).